# Cada Um Dá o Que Tem
Cada Um Dá o que Tem é um filme brasileiro de 1975, do gênero pornochanchada, com três episódios, dirigidos por três diretores: Adriano Stuart, John Herbert e Silvio de Abreu e produzido por Anibal Massaini Neto. Os episódios são: O Despejo, escrito por Marcos Rey e Adriano Stuart; Cartão de Crédito, escrito por Sérgio Jockyman; e Uma Grande Vocação, escrito por Silvio de Abreu.

## Sinopse

### O Despejo
A bonita e pobre manicure Ivone recebe a notícia que sua tia será despejada em 48 horas se não pagar o aluguel de dez milhões. A mulher explica à sobrinha que recebeu o dinheiro dos moradores mas deu tudo ao amante e agora todos correm o risco de serem expulsos do prédio. Ivone então tenta de todas as formas conseguir o dinheiro, pedindo ajuda a um tio, a um ex-patrão da tia e a um namorado, mas todos eles só querem enganá-la e levá-la para a cama.

### Cartão de Crédito
Homem vem a São Paulo para ficar por dois dias depois de trabalhar por seis meses na Transamazônica e deseja encontros amorosos mas se decepciona quando se vê às voltas com uma travesti e uma prostituta altamente profissional que emite nota fiscal e aceita cartão de crédito. Na cena final, uma alusão a Tarzan e Chita.

### Uma grande vocação
Agostinho é filho de administrador de fazenda e todos o acham com uma grande vocação religiosa. A patroa consegue que ele seja aceito por um Seminário com a ajuda de uma Associação Benemérita e envia uma carta chamando-o para a cidade. Assim, Agostinho ficará hospedado por dois dias na mansão dos patrões com as três filhas deles, uma amiga liberada, um homossexual (que se diz "órfã adotada") e uma empregada doméstica desinibida e ser entrevistado pelo presidente da associação, Doutor Basílio, antes de seguir para a instituição. Mas quando chega na casa, as moças resolvem provocá-lo e tentam seduzi-lo ("Operação Tentação") para testar a "vocação" dele.

## Elenco

### O Despejo
- Alcione Mazzeo.... Yvone
- Célia Coutinho.... Marieta
- Jofre Soares....Albino, o proprietário
- Nuno Leal Maia...Batista, o namorado
- Wanda Kosmo...Mulher de Manguaça
- Turíbio Ruiz...Mateus, o tio hoteleiro
- Lola Brah...Madame Iara
- Henrique César...Solano (creditado como Henrique Cezar)
- Flora Geny...Lili
- Felipe Levy...Oficial de Justiça
- Lídia Costa...Coco

### Cartão de Crédito
- John Herbert.... Otávio
- Eva Wilma...Malu
- Abrahão Farc
- Lenoir Bitencourt
- Erika

### Uma Grande Vocação
- Ewerton de Castro.... Agostinho
- Nídia de Paula...Cristiane (creditada como Nydia de Paula)
- Luís Carlos Miele...Basílio
- Suzana Gonçalves...Rosana
- Meiry Vieira...Marjorie
- Tânia Caldas...Mulher da estação
- Adriano Stuart..."Gardênia"
- Shell Stuart...Camélia, a empregada
- Matilde Mastrangi...Amiga